# Železniční trať Brno–Tišnov
Železniční trať Brno–Tišnov (zvaná stará Tišnovka) byla jednokolejná místní dráha o délce 28,4 km spojující Tišnov na okraji Českomoravské vrchoviny s největším moravským městem Brnem. Celá trať byla zprovozněna v roce 1885 soukromou Rakouskou společností státní dráhy (StEG), která ji provozovala do roku 1909, kdy byla zestátněna a kdy provoz převzaly rakouské státní dráhy kkStB. Od roku 1918 provoz zajišťovaly Československé státní dráhy. V roce 1939 byla zahájena stavba zcela nové, dvojkolejné rychlíkové trati, která měla spojit Brno s Havlíčkovým Brodem právě přes Tišnov. K jejímu otevření došlo v roce 1953 a tehdy byla „stará Tišnovka“ mezi Brnem-Královým Polem a Tišnovem zrušena. Na městském úseku do Králova Pole jezdily osobní vlaky až do roku 1962. V současnosti jsou některé krátké části „staré Tišnovky“ využívány jako vlečky, většina spodku dráhy je dodnes zachovaná.

## Historie
První úvahy o železniční trati z Brna přes Tišnov dále na Českomoravskou vrchovinu pochází již z konce 30. let 19. století, další plány spadají do roku 1868. Teprve v roce 1881 předložil tišnovský advokát Dr. Václav Šílený úřadům projekt o spojení jeho rodného města s Brnem. Ty jej schválily a následujícího roku proběhlo samotné trasování dráhy, která měla být postavena podle zákona č. 56 ř. z. „O poskytování výhod místním dráhám“ z roku 1880. Následovala jednání o koncesi, o kterou usilovaly tři železniční společnosti: Rakouská společnost státní dráhy (StEG), Rakouská severozápadní dráha a Kroměřížská dráha. Zájem podniků byl zřejmý z dalších plánů, neboť trať měla být v budoucnosti prodloužena přes Českomoravskou vrchovinu, čímž by vzniklo další spojení Brna s Čechami. Koncese byla nakonec 15. ledna 1884 udělena StEGu, pro nějž to byla výhra, protože tímto krokem zablokoval ono plánované prodloužení, které by konkurovalo jeho hlavní trati z Brna do Čech přes Českou Třebovou. Samotná stavba 28,4 km dlouhé jednokolejné trati byla zahájena ještě v roce 1884 a díky nenáročnému terénu byla zprovozněna již v polovině roku následujícího. Celkové náklady na její stavbu dosáhly částky 1 570 000 zlatých.
Celá trať Brno–Tišnov byla zprovozněna 2. července 1885, přičemž slavnostního otevření se dočkala 5. července, kdy přijel do Tišnova vlak s hodnostáři, včetně arcivévody Salvátora a jeho manželky. V počátcích provozu jezdily na dráze v pracovní dny čtyři páry osobních vlaků denně, jízdní doba činila přibližně 1 hodinu 30 minut. Pro odklonění nákladní dopravy z brněnského horního (dnes hlavního) na dolní nádraží vystavěl StEG spojovací dráhu podél Svitavy mezi „Tišnovkou“ a Vlárskou dráhou. Takzvaná Svitavská pobřežní dráha (později ještě prodloužená jižním směrem) byla mezi odbočkami Křenová a Posvitavská otevřena pro nákladní dopravu 10. ledna 1890.
Ačkoliv Rakouská společnost státní dráhy nehodlala vystavět pokračování tratě z Tišnova dále přes Českomoravskou vrchovinu, k realizaci této dráhy nakonec došlo formou soukromé lokálky Havlíčkův (tehdy Německý) Brod – Žďár nad Sázavou (tehdy Žďár na Moravě) z roku 1898, která byla v roce 1905 prodloužena ze Žďáru právě do Tišnova. Podle jízdního řádu z roku 1909 jezdily mezi Brnem a Tišnovem ve všední dny nadále čtyři páry osobních vlaků denně. 15. října 1909 byl StEG se zpětnou platností od 1. ledna 1908 zestátněn a celou jeho železniční síť včetně „Tišnovky“ převzaly Císařsko-královské státní dráhy (kkStB).
Po rozpadu Rakousko-Uherska v roce 1918 převzaly provoz na trati Brno–Tišnov nově vzniklé Československé státní dráhy (ČSD). Roku 1920 byla zrušena zastávka Cacovice a následujících 15 let byla využívána pouze jako výhybna (jako výhybna byla obnovena za druhé světové války a fungovala ještě v roce 1952 pod názvem Brno-Husovice). V roce 1925 byla zestátněna i místní dráha Německý Brod – Žďár na Moravě – Tišnov, takže od té doby jezdily vlaky v režii ČSD v celé této relaci. Podle jízdního řádu z roku 1927 byla osobní doprava mezi Brnem a Tišnovem (část trati č. 221 Brno – Německý Brod) tvořena ve všední dny pěti páry osobních vlaků, z nichž některé končily/začínaly již ve Žďáře nebo v Brodě. Jízdní doba se pohybovala mezi 1 hodinou a 11 minutami a 1 hodinou a 30 minutami. Dne 10. července 1928 bylo pro nákladní dopravu otevřeno tříkolejné nákladiště Radlas u odbočky Posvitavská. V roce 1938 jezdilo na trati Brno–Tišnov ve všední dny již osm párů osobních vlaků s jízdní dobou 1 hodina a 13 až 37 minut.
V roce 1938 bylo rozhodnuto o stavbě zcela nové, moderní dvojkolejné tratě spojující Brno a Německý Brod, čímž by bylo vytvořeno paralelní spojení jižní Moravy s Čechami. Jedním z důvodů byla i Mnichovská dohoda, podle níž Německu připadlo území s částí hlavní dráhy Brno – Česká Třebová. Stavební práce ale byly zastaveny kvůli válečným událostem v roce 1943 a německá armáda využila vybudované tunely mezi Tišnovem a Křižanovem jako tajnou továrnu Diana pro výrobu stíhacích letadel. Kvůli nárůstu dopravy na původní trati vlivem zahájení stavby zbrojovky v Kuřimi (dnes areál TOS) byla v roce 1943 znovuotevřena výhybna Husovice a rozšířeny stanice Řečkovice a Kuřim. Během války ani při jejím konci nebyla dráha výrazněji poškozena.
Po ukončení války byla znovu zahájena stavba nové trati, která byla uváděna do provozu postupně. Jako první byla otevřena přeložka z královopolského nádraží směrem k Řečkovicím do km 7,6, k čemuž došlo 31. srpna 1949. Podle jízdního řádu 1950/1951 byla celá dráha Brno – Havlíčkův Brod označena číslem 25m. V definitivní poloze byla mezi Královým Polem a Řečkovicemi zprovozněna dvojkolejná trať 23. května 1952, od 9. prosince 1953 jezdily vlaky jednokolejně v novém úseku Řečkovice – Kuřim, celá trať z Brna do Havlíčkova Brodu byla jednokolejně uvedena do provozu 20. prosince 1953. Protože v úseku Královo Pole – Kuřim byla vedena v téměř shodné trase jako „stará Tišnovka“ a dále kolem Čebína využila trasu s vhodnějšími sklonovými poměry, byla stará trať mezi Královým Polem a Tišnovem zrušena. Zatímco nákladní doprava byla od roku 1953 převedena i na městský úsek nové trati přes Maloměřice, osobní vlaky nadále jezdily mezi brněnským hlavním nádražím a Královým Polem po staré dráze přes Zábrdovice. Doprava na tomto vnitroměstském úseku byla zastavena 26. května 1962, od následujícího dne byly osobní vlaky směrovány přes Židenice a Maloměřice. Tímto zanikla celá „stará Tišnovka“ pro pravidelnou přepravu osob i nákladu.
V provozu však zůstaly tři krátké části jako vlečky. Konkrétně se jedná o úsek Tišnov – Drásov – vápenka Čebín, který byl začátkem 21. století zkrácen pouze k rozvodně Čebín, kolejiště starého královopolského nádraží s vlečkou kolem části areálu Královopolské, a dále Svitavskou pobřežní dráhu využívanou nadále nákladními vlaky do brněnských podniků. Napojení této vlečky na trať z dolního nádraží bylo zrušeno v roce 1970, kdy byl rozšiřován a elektrifikován nákladní průtah Brnem. Místo tohoto spojení byl vystavěn most přes Svitavu, přes který vede Svitavskou pobřežní dráhu do zastávky Brno-Židenice. Z většiny zbylé trasy místní dráhy Brno–Tišnov zůstalo zachované traťové těleso s kamennými propustky či opěrami mostů.
Jihomoravský kraj v roce 2009 počítal s využitím tělesa zrušené dráhy k realizaci cyklostezky Brno – Kuřim – Tišnov. Část vedoucí údolím Ponávky z Mokré Hory do zastávky Česká je od roku 2005 již částečně využívaná společně s turistickou značkou a naučnou stezkou jako cyklotrasa „Po stopách zrušených železničních tratí“, která dále přes Lelekovice a Kuřim pokračuje po další zrušené železniční trati do Veverské Bítýšky. Roku 2016 byl na rozhraní Černých Polí a Husovic, u Rotalovy ulice, zřízen v místě výhybny Husovice park Tišnovka, který svým názvem odkazuje ke zrušené trati.

## Popis tratě

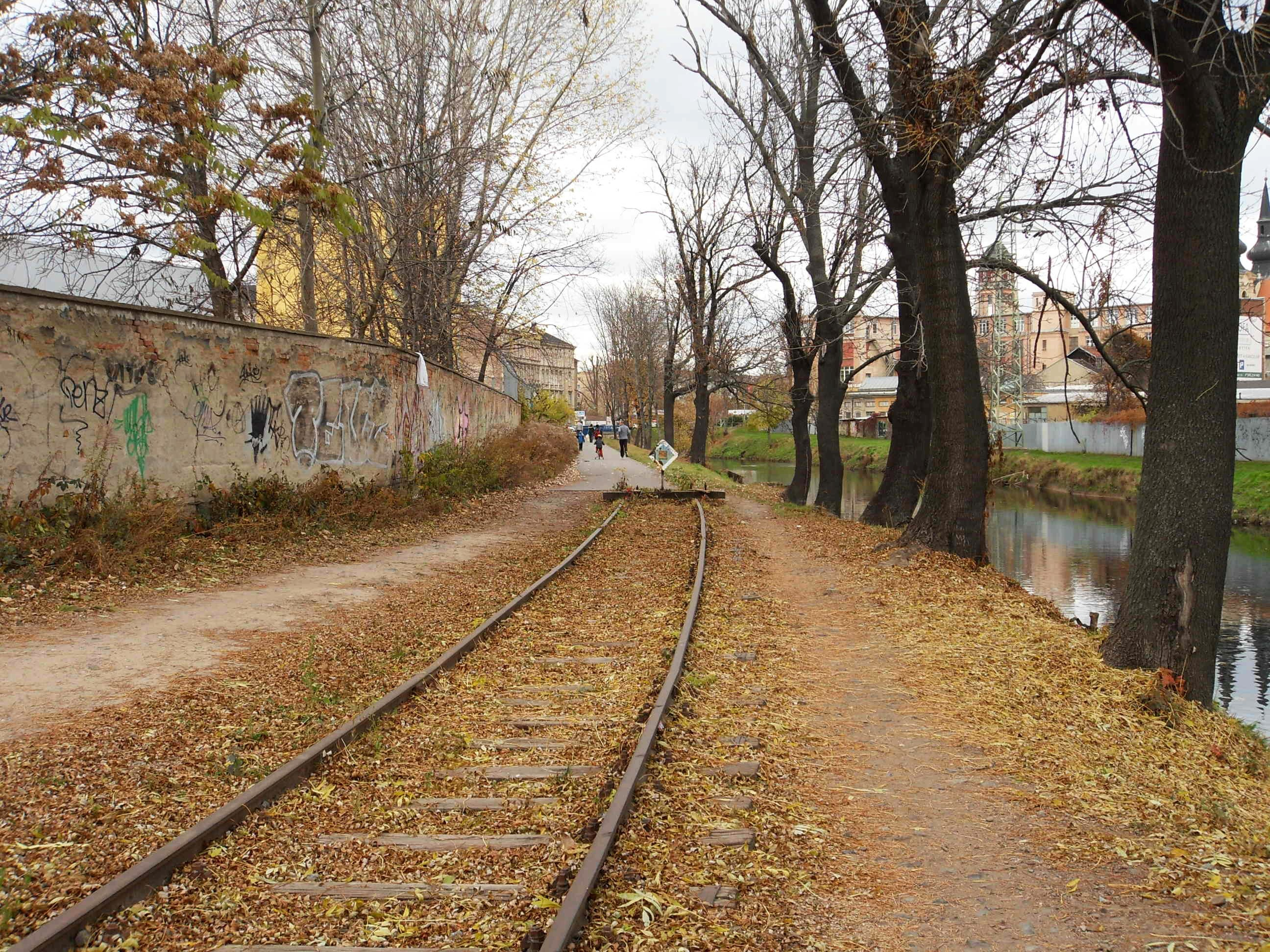
Koncový úsek Svitavské pobřežní dráhy v Zábrdovicích jakožto zbytek původní tratě do Tišnova

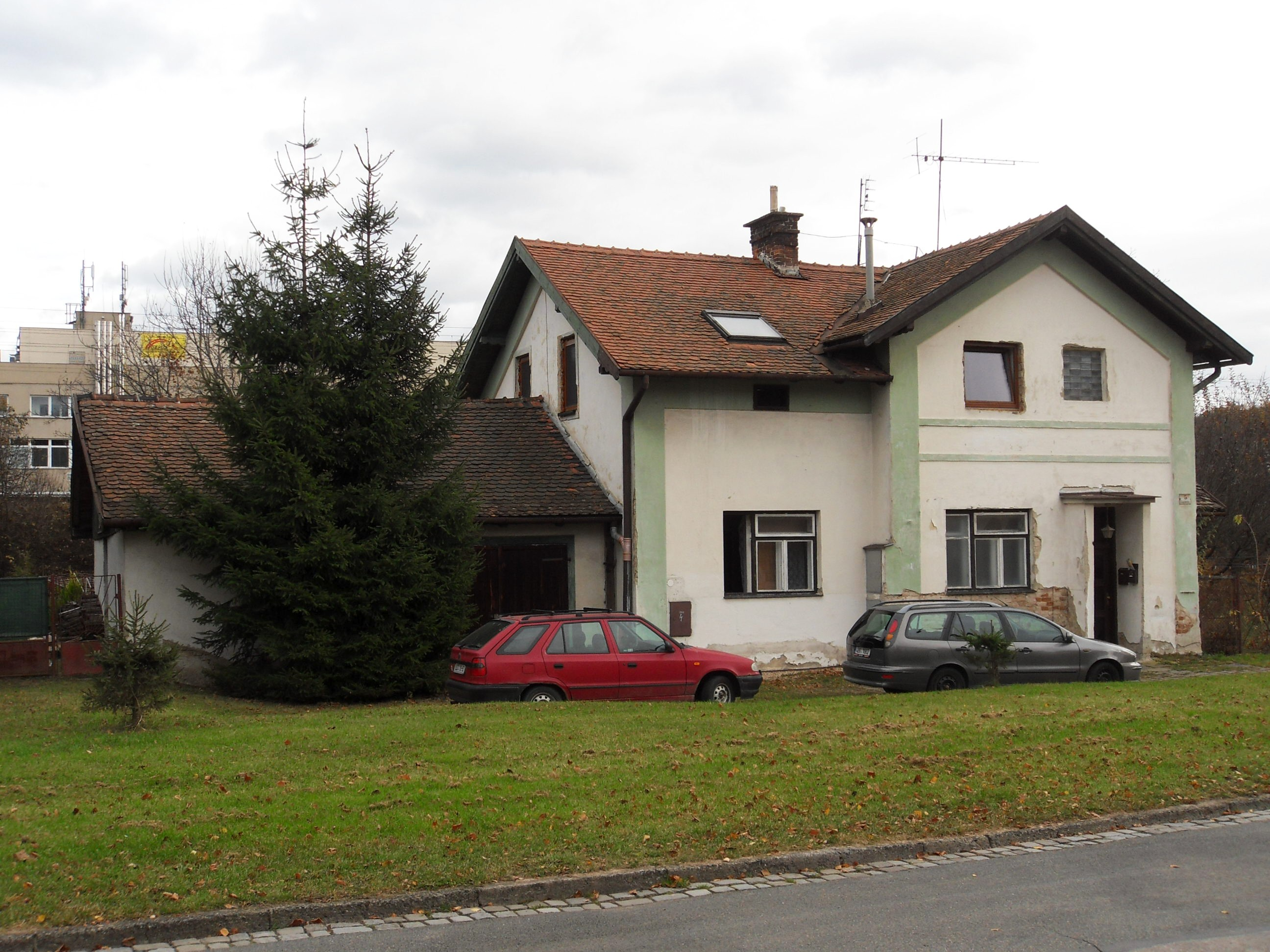
Staniční budova starého nádraží v Řečkovicích v Cupákově ulici

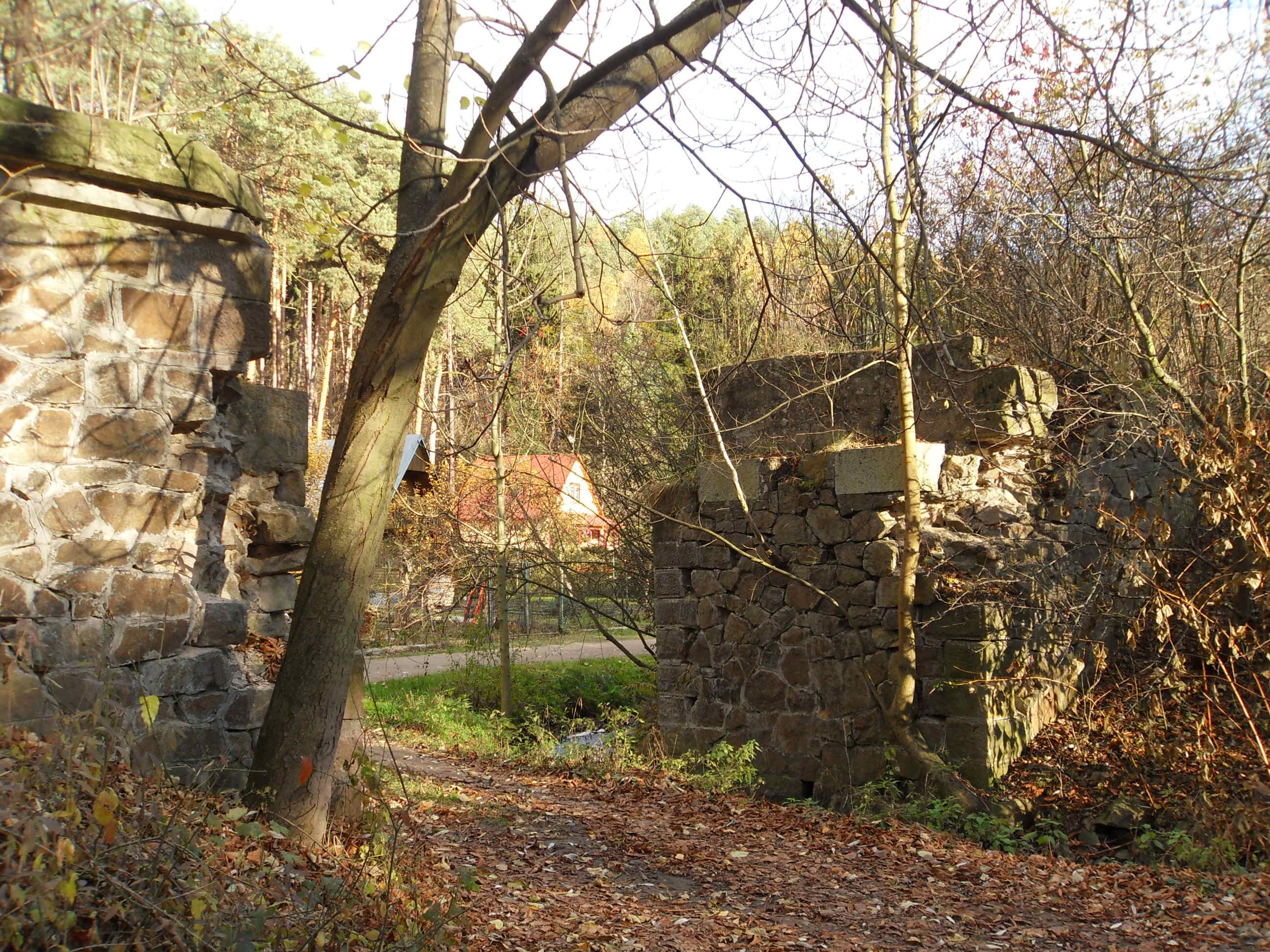
Zachované kamenné opěry mostu v údolí Ponávky

Provozně trať začínala na brněnském hlavním nádraží, odkud vlaky do Tišnova odjížděly většinou z 1. nástupiště po viaduktech přes ulice Křenovou a Koliště po kolejích tratě do České Třebové. Místní dráha do Tišnova se od této tratě odpojila v odbočce Tišnovská km 154,748 u dnešní brněnské plynárny. Zde je stále patrný snižující se násep (v roce 1995 ještě se zábradlím). Trať zabočila severním směrem podél řeky Svitavy, kde se nalézala odbočka Posvitavská, z níž vedla jižním směrem dále kolem vodního toku tzv. Svitavská pobřežní dráha, která se v odbočce Křenová napojila na nákladní trať z dolního nádraží. Svitavská pobřežní dráha využívaná pouze nákladní dopravou existuje jako vlečka v tomto úseku dosud. Za odbočkou Posvitavská se nacházelo nákladiště Radlas se třemi kusými kolejemi a dodnes tu odbočují vlečky do podniků.
„Stará Tišnovka“ dále pokračovala severním směrem kolem Svitavy (již zrušený úsek v trase vyasfaltované stezky), úrovňově překřížila ulici Cejl a vstoupila do stanice Brno-Zábrdovice s jednou dopravní a jednou manipulační kolejí. Na místě tohoto nádraží se dnes nachází areál stavebnin se zachovanou staniční budovou. Dráha se v tomto místě odpoutala od řeky a začala severozápadním směrem po náspu stoupat kolem Husovic. Ulici Vranovskou překonala mostem, jehož opěry se zde dosud nachází. Přibližně 200 m za ním se ve stoupání nalézala výhybna Husovice, v některém období využívaná i jako osobní zastávka. Po náspu, který dodnes rozděluje Husovice a Černá Pole a který je dnes rozdělen na zahrádky okolních domů, stoupala přes dnešní park Tišnovka a park Marie Restituty (zde je zachován kamenný propustek) až do míst dnešní Kotěrovy ulice, odkud pokračovalo klesání až 20 ‰ táhlým obloukem v zářezu k dnešnímu areálu Královopolské přibližně v trase dnešní ulice Porgesovy (Velký městský okruh), kde se severozápadně od něj nacházelo staré královopolské nádraží s pěti kolejemi (dělnické vlaky zde zastavovaly i po zprovoznění nové stanice v roce 1953). Část jeho kolejiště, které je využíváno jako vlečka, je zachováno dodnes, staniční budova byla zbořena v 90. letech 20. století při stavbě Svitavské radiály (ulice Sportovní). Ze starého nádraží odbočovaly vlečka do Královopolské, vlečka do vojenského oděvního skladu (dnešními ulicemi Antonína Macka a Kartouzskou s napojením na brněnskou tramvajovou síť) a v roce 1945 i vlečka do továrny na asfaltové výrobky.
Původní trať dále pokračovala kolem bývalého kartuziánského kláštera a několika oblouky procházela údolím Ponávky k Řečkovicím. V roce 1949 byla provedena přeložka kolem nově budované stanice Královo Pole a od roku 1952 jezdily vlaky spojkou ze starého na nové nádraží, která je dodnes využívaná pro posun a napojení areálu Královopolské na „novou Tišnovku“. Ze stanice Brno-Řečkovice (původně tříkolejná, později čtyřkolejná) se dochovala staniční budova, která dnes slouží jako rodinný dům v Cupákově ulici. Další přibližně jeden kilometr vedla v trase současné dráhy, pouze s níže položenou niveletou. Nedaleko dnešního hypermarketu Globus v Maříkově ulici se přimkla k Ponávce, v úseku délky přibližně 300 m byl násep dráhy v roce 1999 vyčištěn a upraven jako stezka se čtyřmi dřevěnými díly sochařského sympozia „Tišnovka“. Konkrétně se jedná o díla Brána kozorohů (Jiří Hlušička), Tichý rozhovor (Zdeněk Macháček), Příkrov (Peter Macek a Patrik Vlček) a Hraničník (Miloš Vlček a Lukáš Vlček), která jsou zakomponována do okolí této stezky. Dále v úzkém údolí Ponávky se mezi rybníky nacházela zastávka Jehnice (budova z roku 1926), dnes v soukromém vlastnictví jako rekreační objekt. V tomto úseku se také nachází zachovaný násep s kamennými propustky a opěrami mostů, přičemž podél tělesa či přímo po tělese dráhy vedou lesní cesty s turistickými značkami či naučnou stezkou mikroregionu Ponávka. Kolem současné trati procházela „stará Tišnovka“ do zastávky Česká (šikmé umístění původní budovy zastávky ukazuje směr původní dráhy, který kříží tu současnou) a dále pokračovala v téměř shodné trase s úrovňovým křížením silnice Brno – Svitavy do Kuřimi, kde se nacházela stanice s pěti kolejemi, která byla na stejném místě nahrazena současným nádražím ve vyšší úrovni.
Za Kuřimí vedla „stará Tišnovka“ v trase dnešní dráhy. Jihovýchodně od kopce Cimperk se odpojila a zamířila po trase polní cesty kolem Cimperku a dále severně přes dnešní pole k přírodní památce Zlobice. V této části je těleso trati rozoráno, kolem Zlobice již po drážním spodku vede polní cesta až k silnici Čebín – Malhostovice. Zde se nacházela malá vápenka s nákladištěm, v současnosti bývalá dráha prochází okrajem velkého areálu vápenky Čebín. Zde také končil úsek z Tišnova, který byl až do začátku 21. století využíván jako vlečka právě do vápenky Čebín. Železniční trať dále procházela poli severně od kopce Čebínka (zachovaný spodek s polní cestou) a vedla do Drásova, na jehož jižním okraji byla vybudována dvojkolejná stanice, jejíž budova je dodnes zachovaná. Odtud pokračovala dále západním směrem k pozdější rozvodně Čebín, kde je v km 3,8 (staničení vlečky) ukončen dosud provozovaný úsek z Tišnova. Dráha spádem až 20 ‰ klesá k říčce Lubě a poté stoupá (zde se od postavení nové čebínské vápenky do 90. let 20. století nacházelo předávkové kolejiště pro vlečkaře) k bývalé zastávce Hradčany, která se nacházela poblíž současné zastávky v místě přiblížení „staré“ a „nové Tišnovky“. Původní trať vede po okraji tišnovské zástavby (odbočovaly z ní dvě krátké, dnes již zrušené vlečky), po mostě přechází přes silnici II/379 a vchází do stanice Tišnov, kde se napojuje na současnou trať Brno – Tišnov – Žďár nad Sázavou – Havlíčkův Brod. Tišnovské nádraží bylo v průběhu 20. století mohutně rozšířeno, staniční budova však zůstala zachována a dodnes slouží cestujícím.

## Vozový park
První vlak po trati Brno–Tišnov byl zřejmě veden parní lokomotivou StEG Vc 1368 (od roku 1897 č. 400.08, u kkStB 478.08, u ČSD 400.108). Pravidelný provoz poté ze začátku obstarávaly stroje StEG nacházející se v brněnské výtopně, konkrétně se jednalo o řady 300, 310 a 320 (označení po roce 1897), které byly u kkStB značeny souhrnně jako řada 195 a u ČSD jako řada 300.4. Tyto se ale neosvědčily a byly vystřídány právě řadou 400 (kkStB 478, ČSD 400.1), přičemž táhnout vlaky na „Tišnovce“ mohly i stroje řady IVs (od 1897 řada 33, kkStB 32, ČSD řada 311.1) rovněž z Brna. Po zestátnění, ať už v éře kkStB do roku 1918 nebo později u ČSD, zde prováděly vozbu vlaků lokomotivy z brněnské výtopny. Jednalo se o řady (použito již pouze označení ČSD) 422.0, 421.0, 354.1, 423.0, 433.0, 434.2, 524.0, 524.13 a další.
Ve 30. letech 20. století zde jezdily také motorové vozy konstrukce „věžák“ (např. řada M 120.4 a jiné), po druhé světové válce byl jeden rychlík Brno – Havlíčkův Brod veden motorovým vozem řady M 131.1.

## Stanice a zastávky

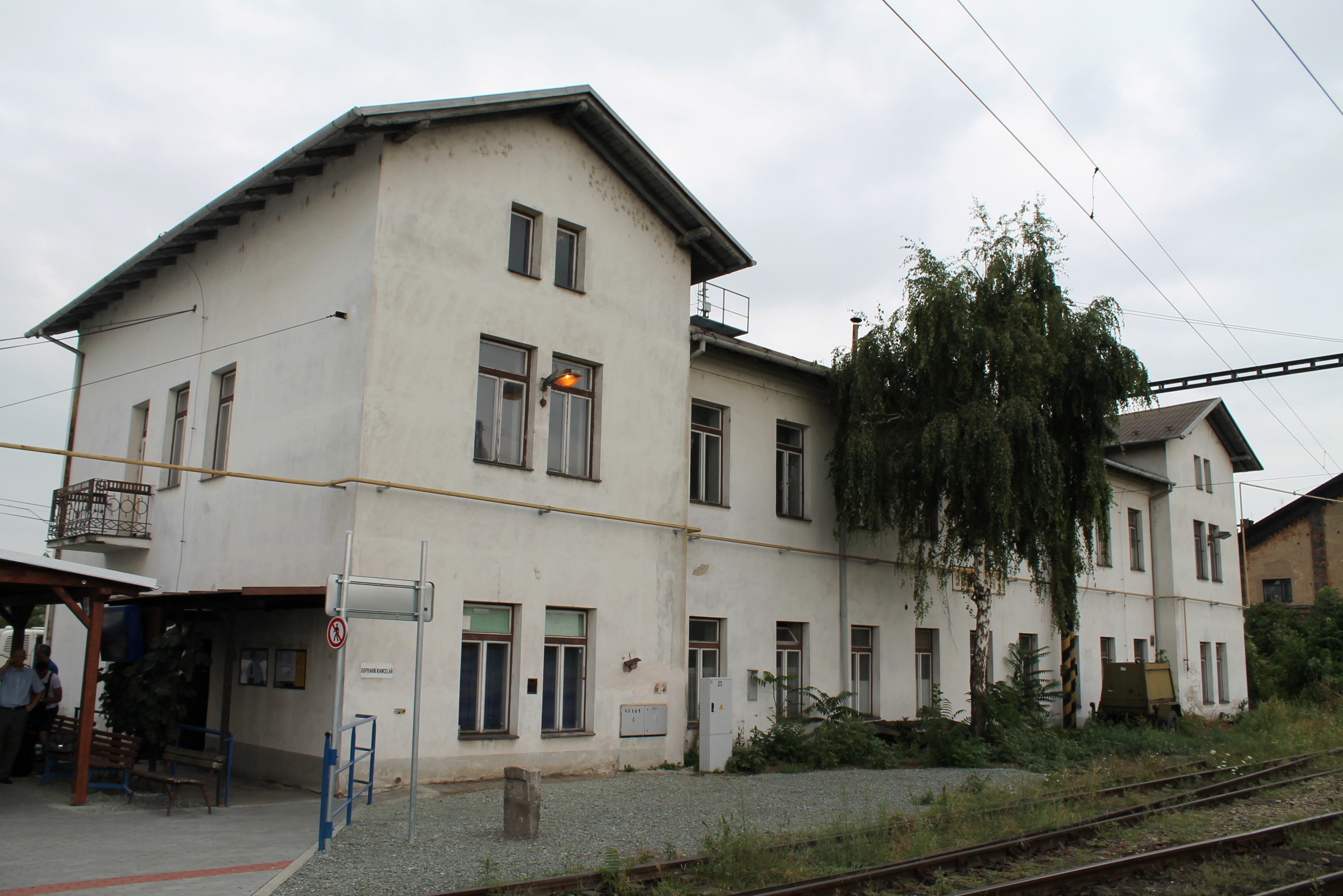
Brno dolní nádraží
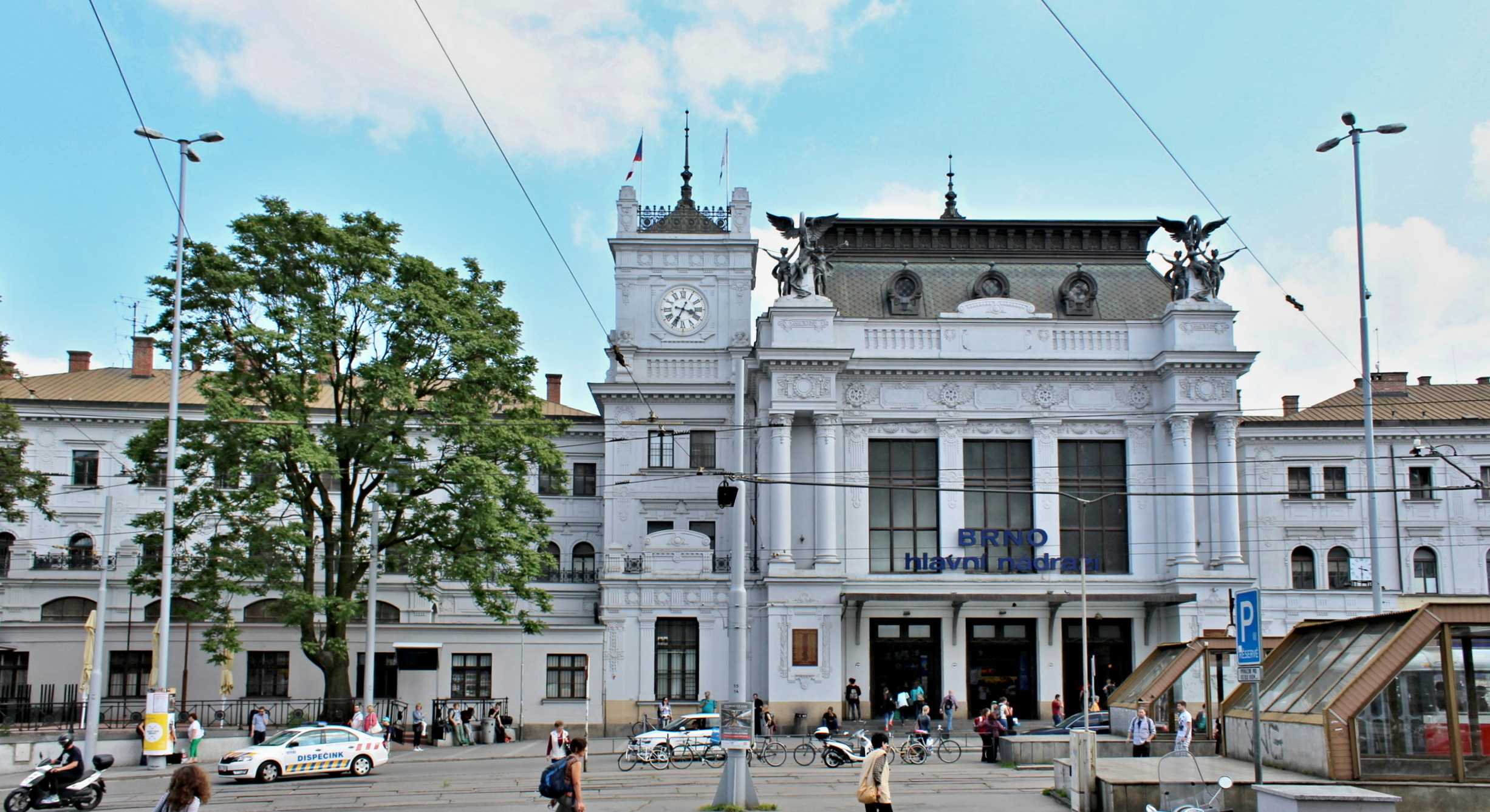
Brno hlavní nádraží
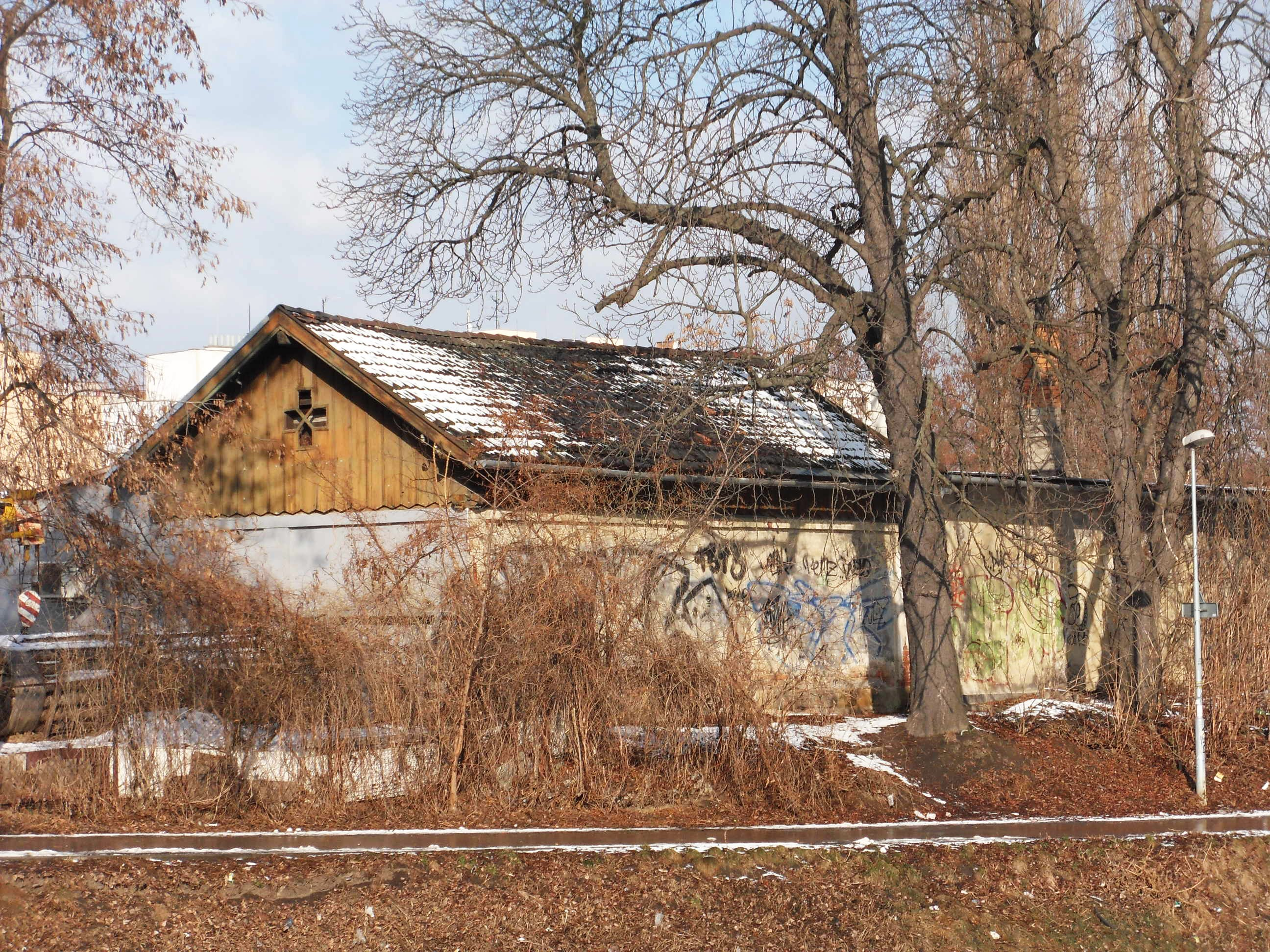
Brno-Zábrdovice (zruš.)
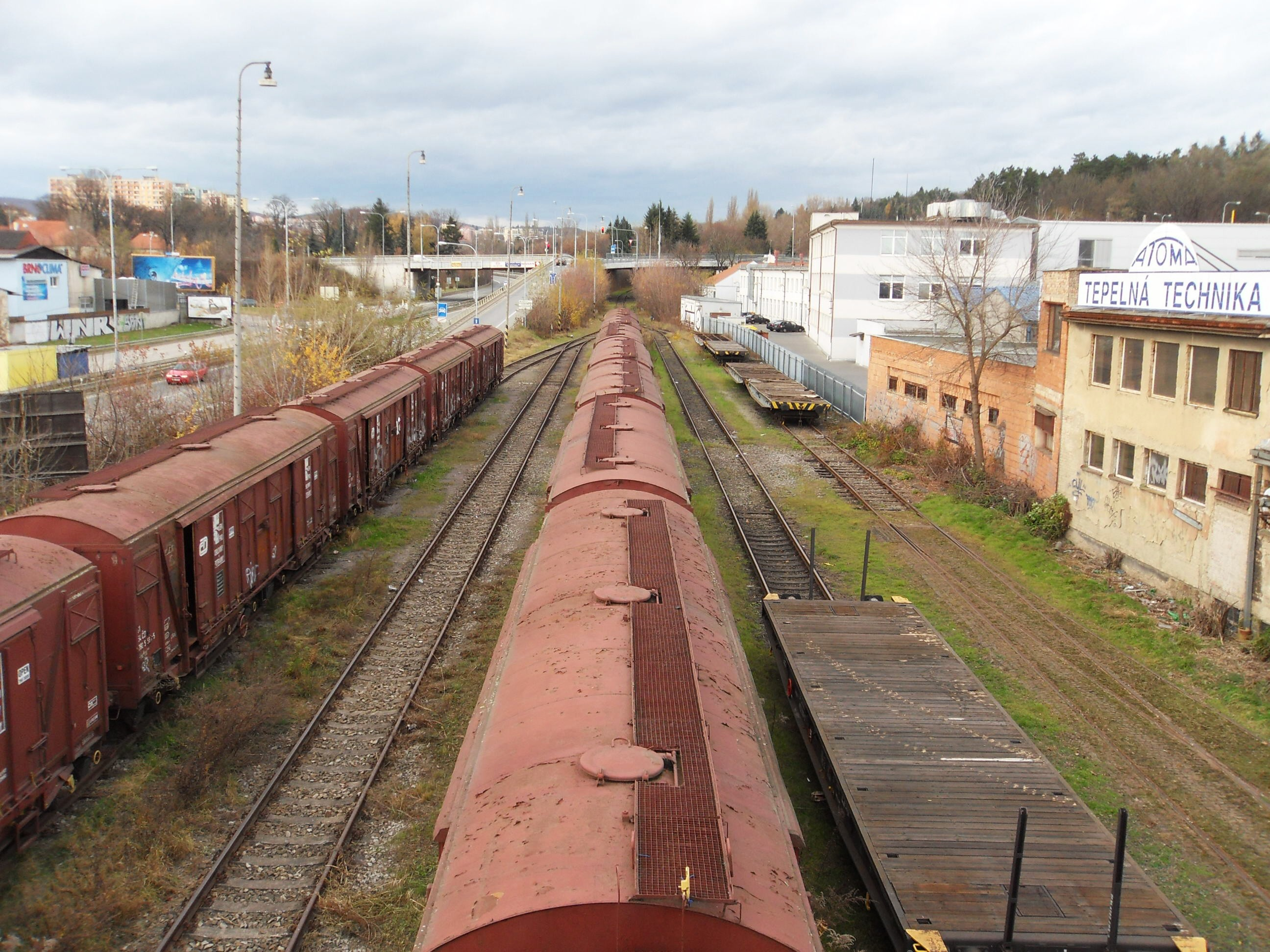
Brno-Královo Pole (staré nádraží, zruš.)
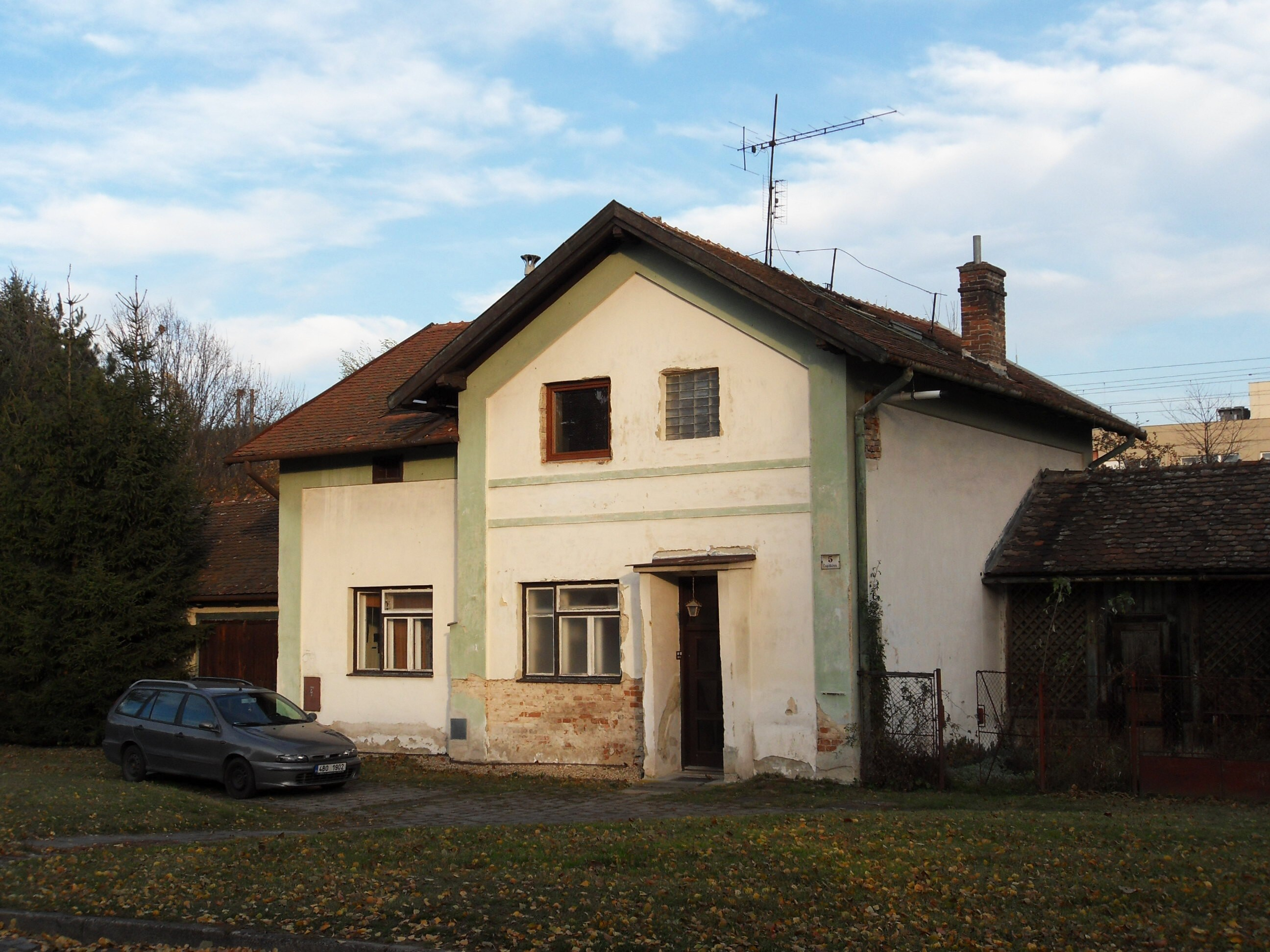
Brno-Řečkovice (staré nádraží, zruš.)
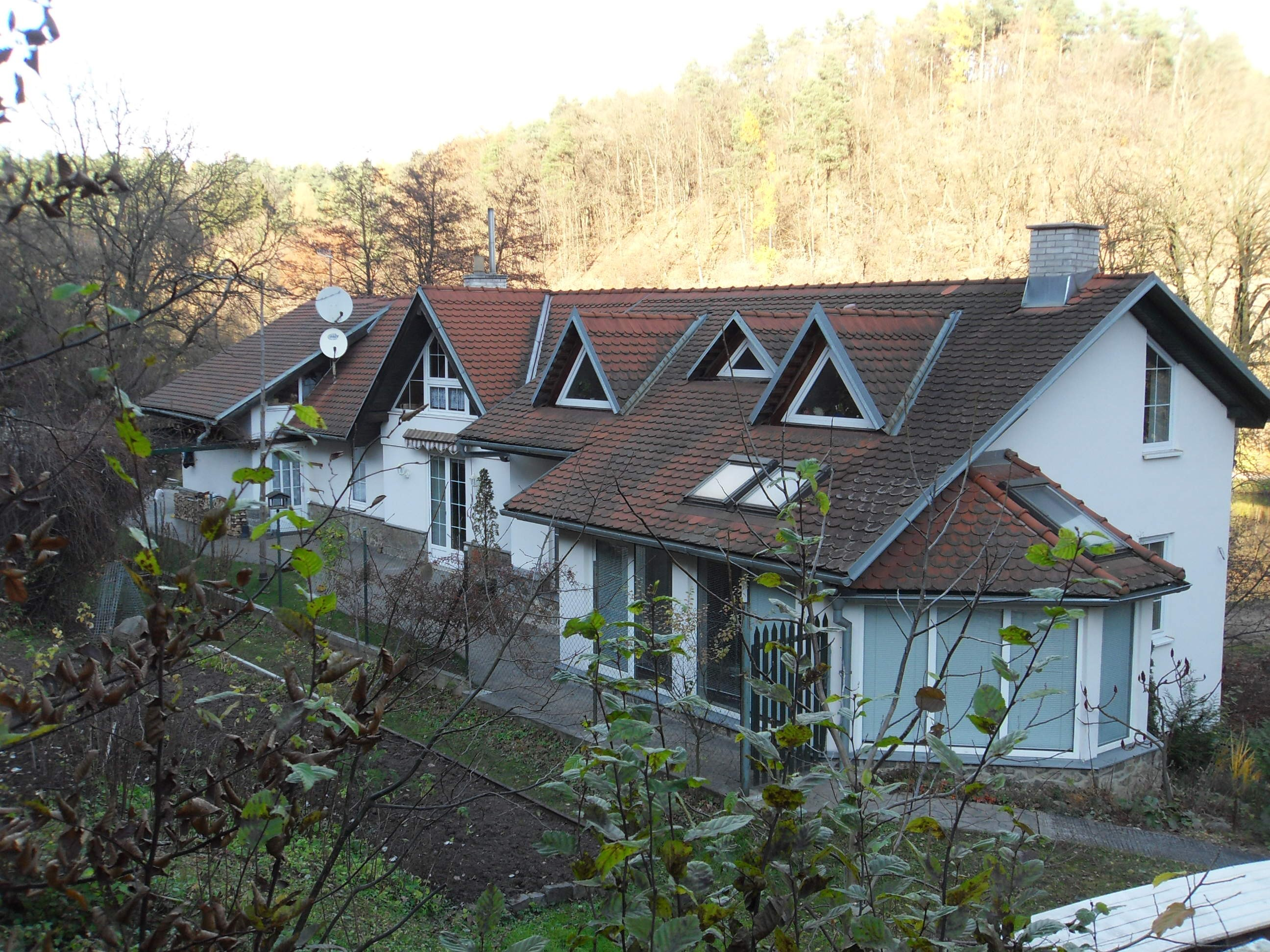
Jehnice (zruš.)
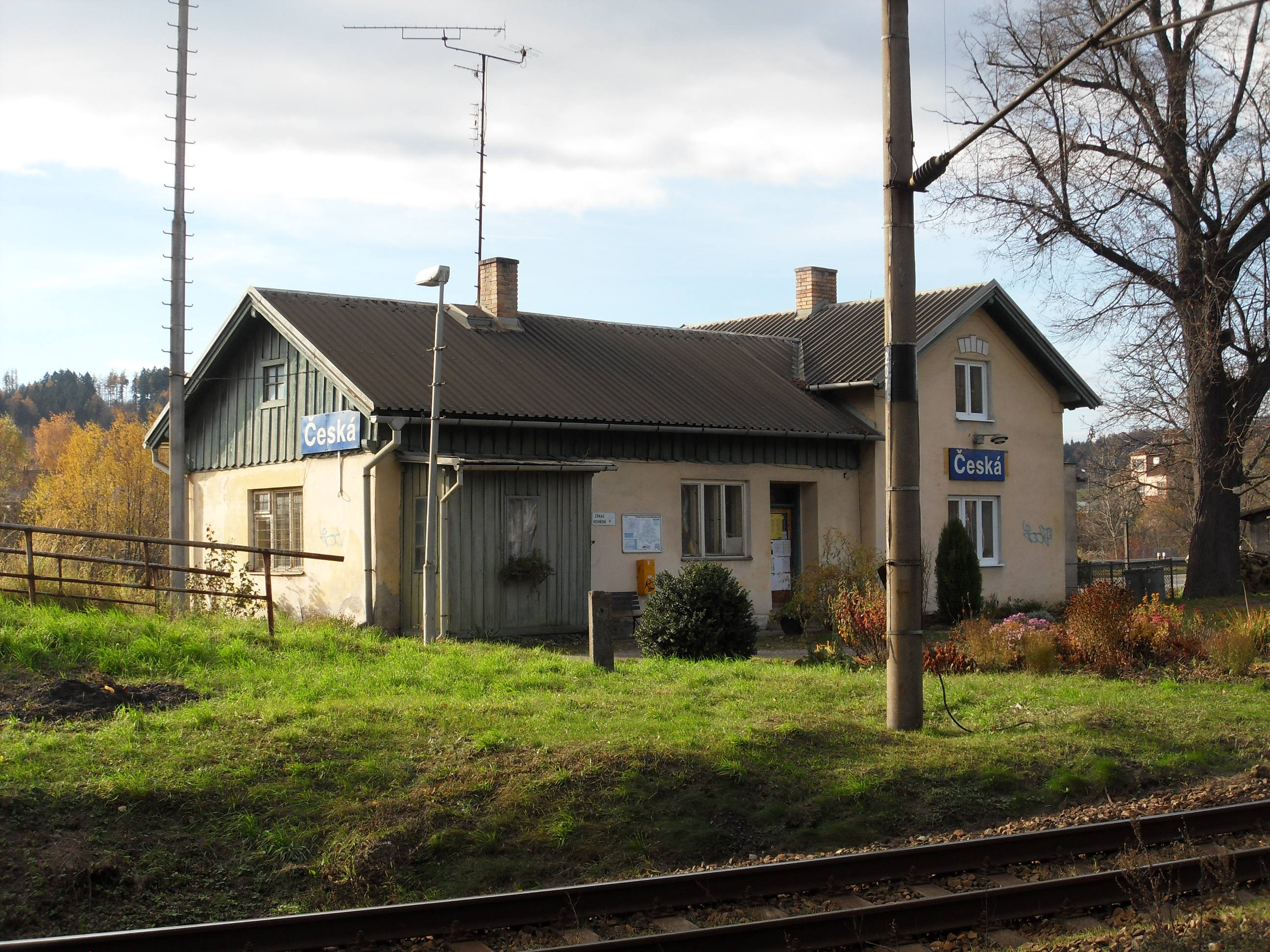
Česká (zruš.)
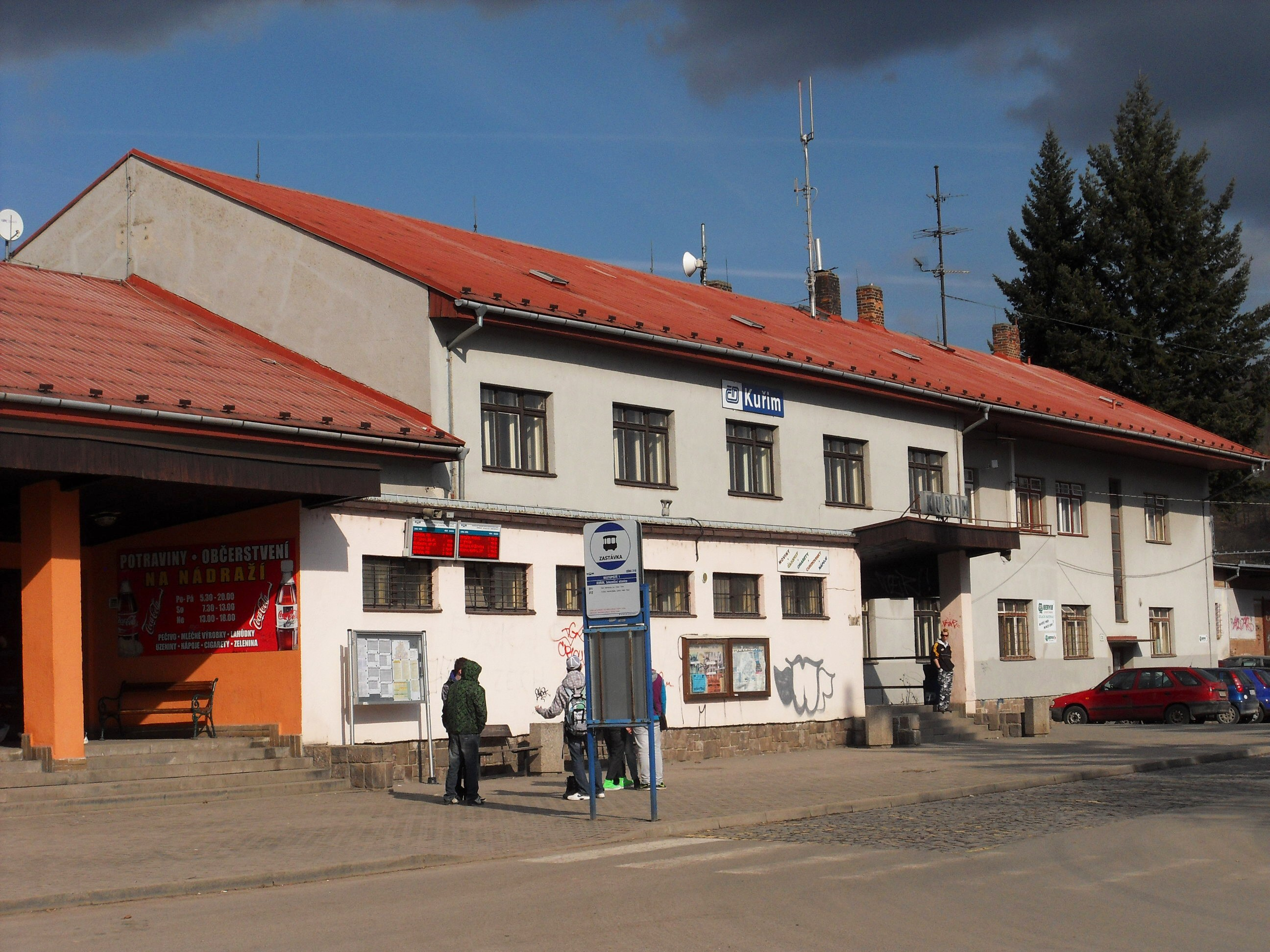
Kuřim
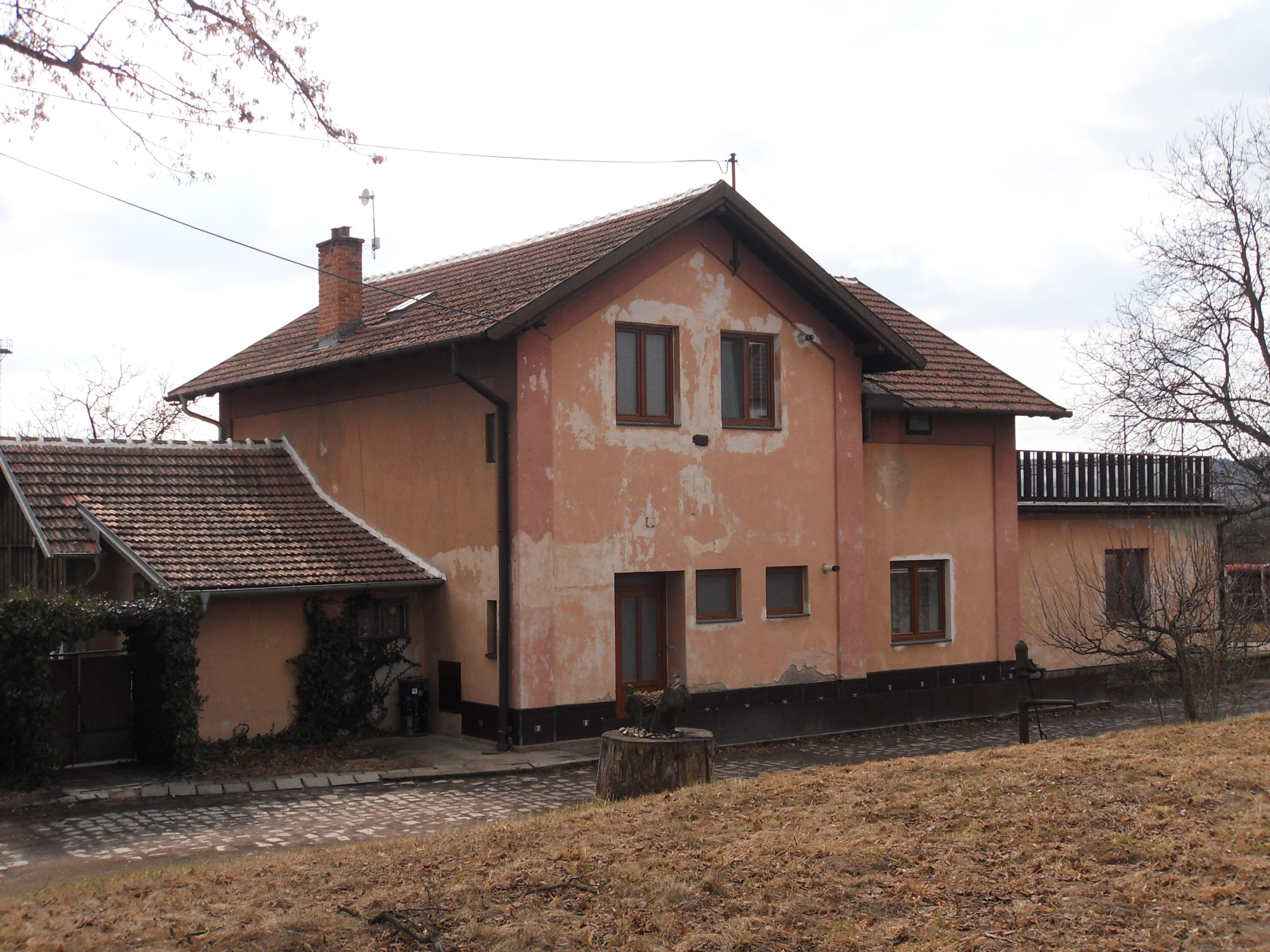
Drásov (zruš.)
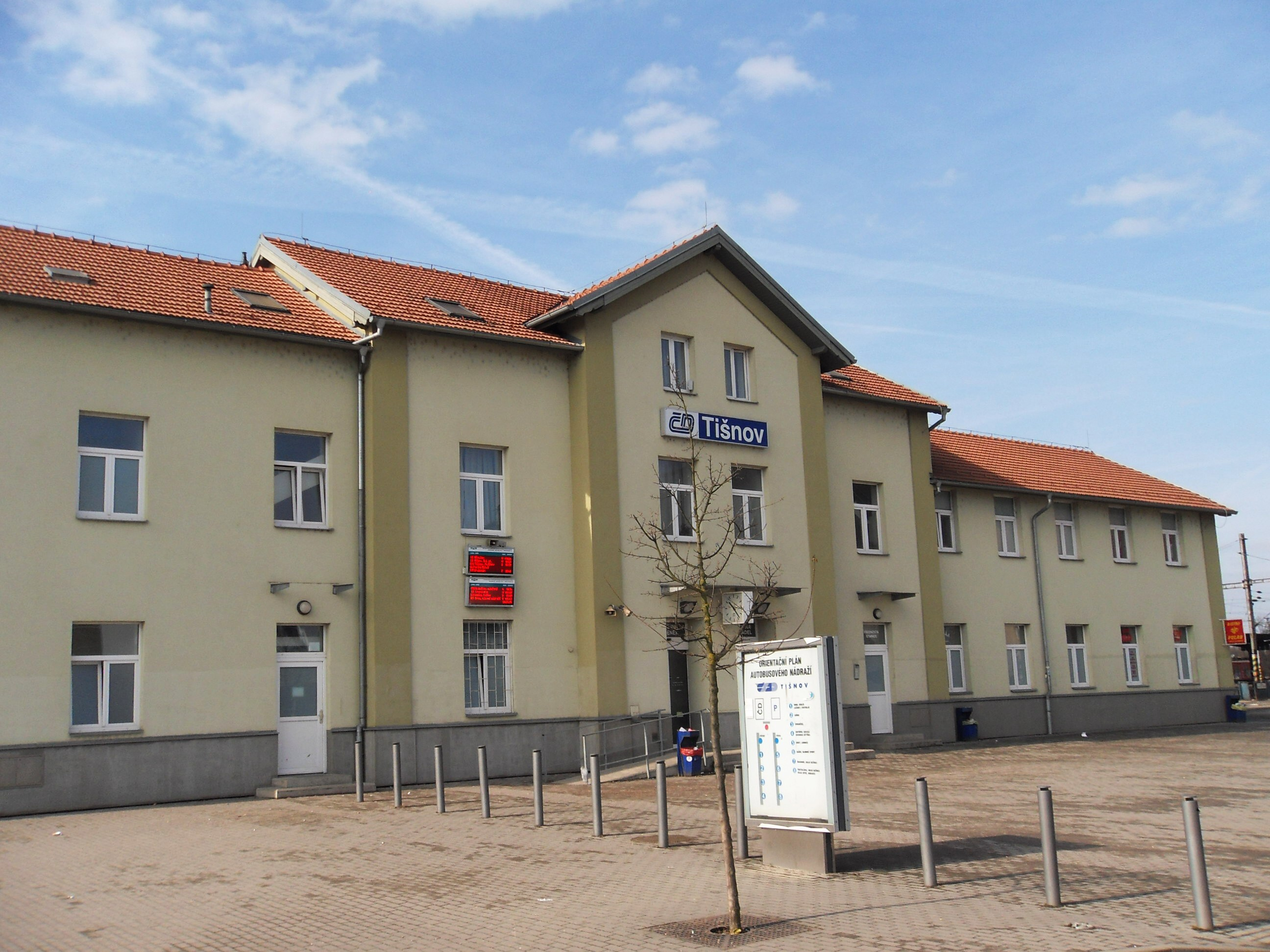
Tišnov